# Richard Allan, Baron Allan of Hallam

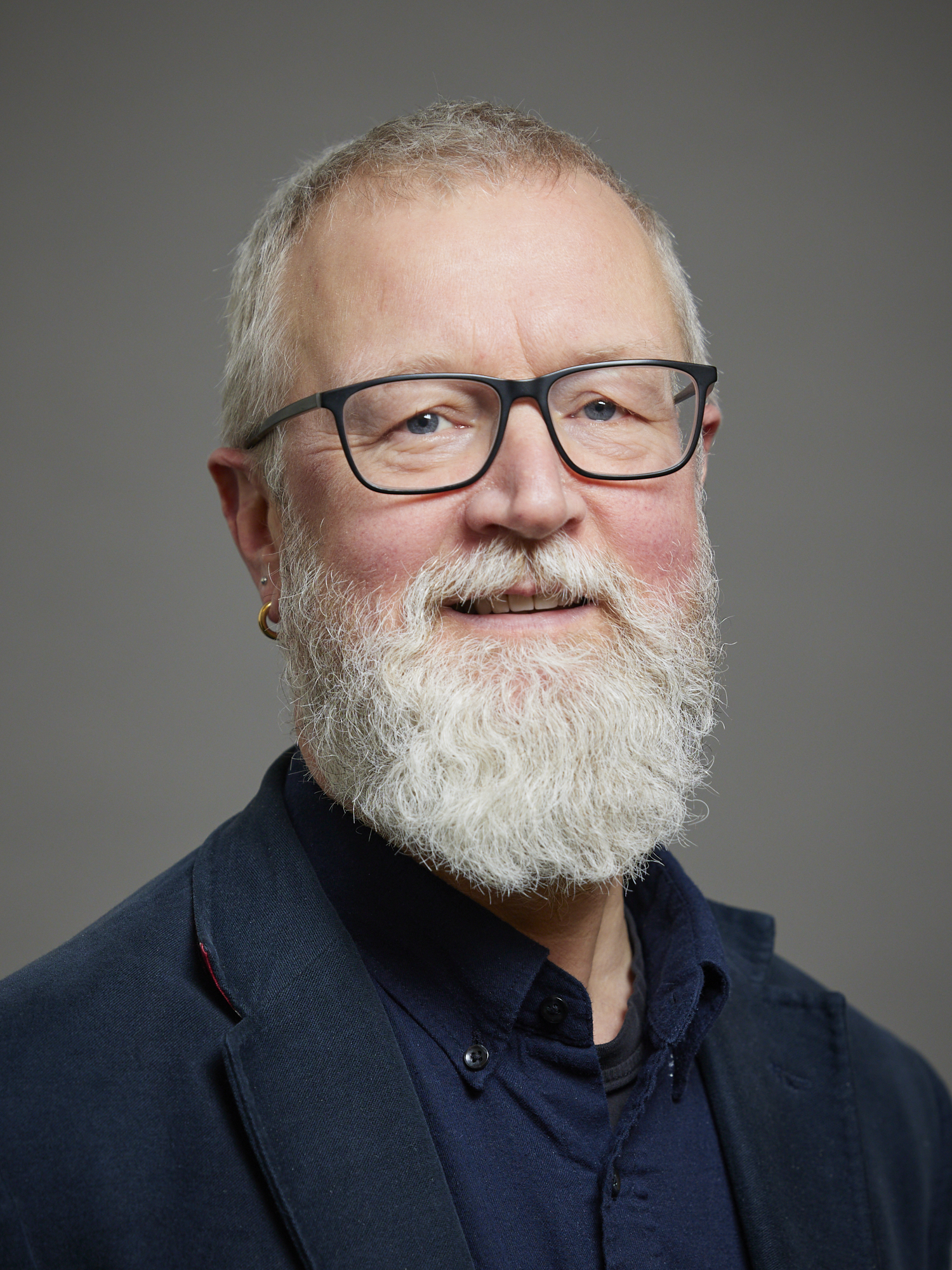
Richard Allan, Baron Allan of Hallam, 2023

Richard Beecroft Allan, Baron Allan of Hallam (* 11. Februar 1966 in Sheffield) ist ein britischer Politiker der Liberal Democrats. Er gehörte dem Unterhaus von 1997 bis 2005 an und wurde 2010 zum Life Peer ernannt.

## Leben und Karriere
Allan besuchte die  Oundle School, eine Independent School, in Nordost-Northamptonshire. Er studierte am Pembroke College und schloss 1988 mit einem Bachelor of Arts in Archäologie und Anthropologie ab. Von der Bristol Polytechnic erhielt er 1990 einen Master of Science in Informationstechnologie. Er war von 1984 bis 1985 als Feldarchäologe in Großbritannien, Frankreich und den Niederlanden tätig, später von 1988 bis 1989 in Ecuador. Von 1991 bis 1997 war er Computer-Manager bei der Avon Family Health Services Authority (Avon FHSA).
Allan war von 1993 bis 1995 Ratsmitglied (Councillor) des Avon County Council und stellvertretender Vorsitzender (Deputy Leader) der Gruppe der Liberal Democrats. Von 1994 bis 1995 gehörte er dem Bath City Council an.

## Mitgliedschaft im House of Commons
Bei der Unterhauswahl 1997 siegte er gegen Irvine Patnick von der Conservative Party mit einer Mehrheit von 8.221 mit einem Umschwung von 15,3 %. 2001 wurde er mit einer Mehrheit von 9.347 wiedergewählt.
Während seines Mandats gehörte Allan verschiedenen Sonderausschüssen (Select Committee) an. Er war von 1998 bis 2001 Vorsitzender des House of Commons Information Select Committee. Er war Mitglied im Liaison Select Committee von 1998 bis 2005. Allan war Gründungsvorsitzender der Parthenon 2004-Kampagne für die Rückkehr der Parthenon Marbles. Von 1997 bis 2001 war er Board Member des Parliamentary Office of Science and Technology (Post). Allen war liberaldemokratischer Sprecher für Home and Legal Affairs (Community Relations and Urban Affairs) von 1997 bis 1999, Bildung und Arbeit von 1999 bis 2001, Handel und Industrie von 2001 bis 2002 und für das Cabinet Office von 2002 bis 2005.
Allan war Mitglied weiterer Ausschüsse. Von 1997 bis 1998 war er Mitglied im Ausschuss für Inneres und im Ausschuss für Finances and Services von 1997 bis 2001. 2000/2001 gehörte er dem Education and Employment (Employment Sub-Committee) an. Er war Mitglied im Ausschuss Public Accounts von 2003 bis 2005.
Allan trat zur Unterhauswahl 2005 nicht mehr an. Sein Nachfolger wurde Nick Clegg, für den er Wahlkampfmanager war.

## Mitgliedschaft im House of Lords
Allan wurde am 22. Juli 2010 als Baron Allan of Hallam, of Ecclesall in the County of South Yorkshire, zum Life Peer ernannt. Seine Einführung ins House of Lords erfolgte am 26. Juni 2010, mit Unterstützung von Elizabeth Barker, Baroness Barker und Paul Tyler, Baron Tyler. Seine Antrittsrede hielt er am 1. November 2010.
Als Themen von politischen Interesse gibt er auf der Webseite des Oberhauses Informationstechnologie, Innenpolitik, Bildung und Kulturelles Erbe an. Als Staaten von Interesse nennt er Kenia, die Staaten Lateinamerikas und hier insbesondere Ecuador und Kolumbien, sowie die USA.
Allan ist regelmäßig an Sitzungstagen anwesend.

## Weitere Ämter
Derzeit (Stand: April 2012) ist er Politikdirektor für Europa (Director of Policy in Europe) von Facebook, zuvor war er Leiter für Regierungsangelegenheiten (Head of Government Affairs) für Cisco Systems UK. Er gab mehrere Interviews zu medienkritischen Berichten über Facebook. Im Januar 2012 sagte er vor der Leveson-Untersuchungskommission (Leveson Inquiry) zum Verhalten Facebooks in Bezug auf die Verwendung falscher Internetidentitäten und hinsichtlich des Schutzes der Privatsphäre bei Facebook aus.
Er ist Visiting Fellow des Oxford Internet Institute und stellvertretender Vorsitzender (Deputy Chairman) des British Committee for the Reunification of the Parthenon Marbles.
Außerdem ist er Mitglied des Beirates (Advisory Council) der Hansard Society und des Beirates der Open Rights Group.

## Familie
Allan heiratete am 25. Mai 1991 Louise Netley in Bath. Später trennten sie sich. Allan hat Zwillingstöchter mit seiner derzeitigen Partnerin.